# Lipno nad Vltavou
Lipno nad Vltavou germană Lippen este o comună cu 537 locuitori din Cehia. Comuna este amplasată din anul 1959 pe malul lacului de acumulare Údolní nádrž Lipno care se află pe cursul râului Vltava în apropiere de rezervația naturală „Vyšebrodsko”.